# Dryopteris approximata
Dryopteris approximata är en träjonväxtart som beskrevs av Sledge. Dryopteris approximata ingår i släktet Dryopteris och familjen Dryopteridaceae. Inga underarter finns listade.